# Samaritan
Samaritan és una pel·lícula de superherois estatunidenca dirigida per Julius Avery, escrita per Bragi F. Schut i protagonitzada per Sylvester Stallone en el paper principal, Javon Walton, Pilou Asbæk, Dascha Polanco i Moises Arias. Descrita com una versió fosca i nova de les pel·lícules de superherois, la història es va adaptar prèviament a les novel·les gràfiques de l'editorial Mythos Comics per part del mateix Schut, Marc Olivent i Renzo Podesta. És una coproducció de Metro-Goldwyn-Mayer i Balboa Productions.
S'ha doblat i subtitulat al català, cosa que la va convertir en la setena producció original d'Amazon doblada al català. El doblatge va ser dirigit i adaptat per Rosa Guillén a partir de la traducció de Miguel Ángel Abadías. Compta amb la veu de Joan Carles Gustems (Joe), Alex Molina (Sam Cleary), Carles di Blasi (Cyrus), Esther Solans (Tiffany Cleary), Nerea Alfonso (Sil) i David Jenner (Reza), entre d'altres.
Samaritan es va estrenar el 26 d'agost de 2022 amb la distribució de United Artists Releasing i Amazon Studios mitjançant la plataforma Prime Video. La pel·lícula va rebre crítiques en diversos sentits.

## Premissa
Un noi s'adona que un famós superheroi, que es creia que havia desaparegut després d'una batalla èpica fa vint-i-cinc anys, de fet encara pot ser viu.

## Repartiment
- Sylvester Stallone com a Joe
- Javon "Wanna" Walton com a Sam Cleary
- Pilou Asbæk com a Cyrus
- Dascha Polanco com a Tiffany Cleary
- Moisés Arias com a Reza
- Martin Starr com a Albert Casier
- Sophia Tatum com a Sil
- Jared Odrick com a Farshad
- Henry G. Sanders com a Arthur Holloway
- Shameik Moore com a Devin Holloway

## Producció
El febrer de 2019, es va anunciar que MGM havia adquirit un guió especificat de Bragi F. Schut titulat Samaritan per ser coproduït amb Balboa Productions. Schut havia escrit el guió abans d'adaptar la història en una sèrie de novel·les gràfiques publicades per Mythos Comics. El setembre de 2019, Julius Avery es va incorporar a la producció com a director.
El febrer de 2019, es va anunciar que Sylvester Stallone protagonitzaria el paper protagonista i també en seria productor. El febrer de 2020, Martin Starr, Moisés Arias, Dascha Polanco, Pilou Asbæk, Javon Walton, Jared Odrick i Michael Aaron Milligan es van unir al repartiment en papers secundaris. El març de 2020, Natacha Karam també s'hi va unir.
El setembre de 2019, el rodatge estava programat per començar l'inici de 2020 a Atlanta. Llavors, es va confirmar que el rodatge havia començat el 26 de febrer de 2020. El 14 de març, la producció es va suspendre a causa de la pandèmia de la COVID-19, i es va reprendre el 8 d'octubre.

## Estrena
L'estrena de Samaritan es va endarrerir diverses vegades, ja que prèviament s'havia previst que s'estrenés als cinemes el 20 de novembre de 2020, l'11 de desembre de 2020 i el 4 de juny de 2021. La pel·lícula es va estrenar el 26 d'agost de 2022 a diversos països amb la distribució de United Artists Releasing i Amazon Studios, que havia adquirit la cinta d'MGM aquell mateix any. Es va estrenar mitjançant la plataforma de reproducció en continu Prime Video.